# Tropicomyia thunbergivora
Tropicomyia thunbergivora är en tvåvingeart som beskrevs av Spencer 1963. Tropicomyia thunbergivora ingår i släktet Tropicomyia och familjen minerarflugor. Inga underarter finns listade i Catalogue of Life.